# Norton (Vermont)
Norton – miasto w Stanach Zjednoczonych, w stanie Vermont, w hrabstwie Essex.